# Hajdú kerület

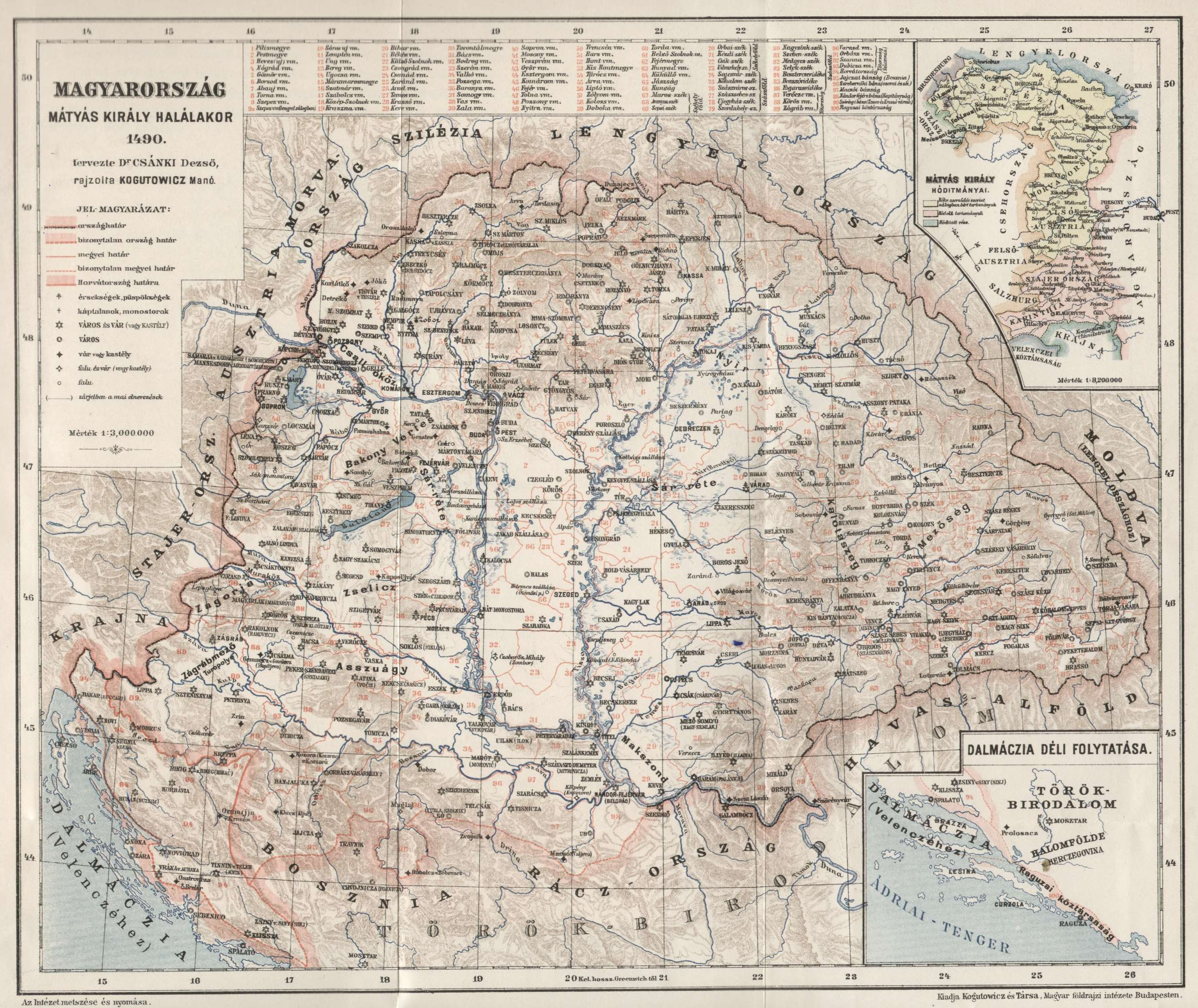
Csánki Dezső–Kogutowicz Manó: Magyarország Mátyás király halálakor

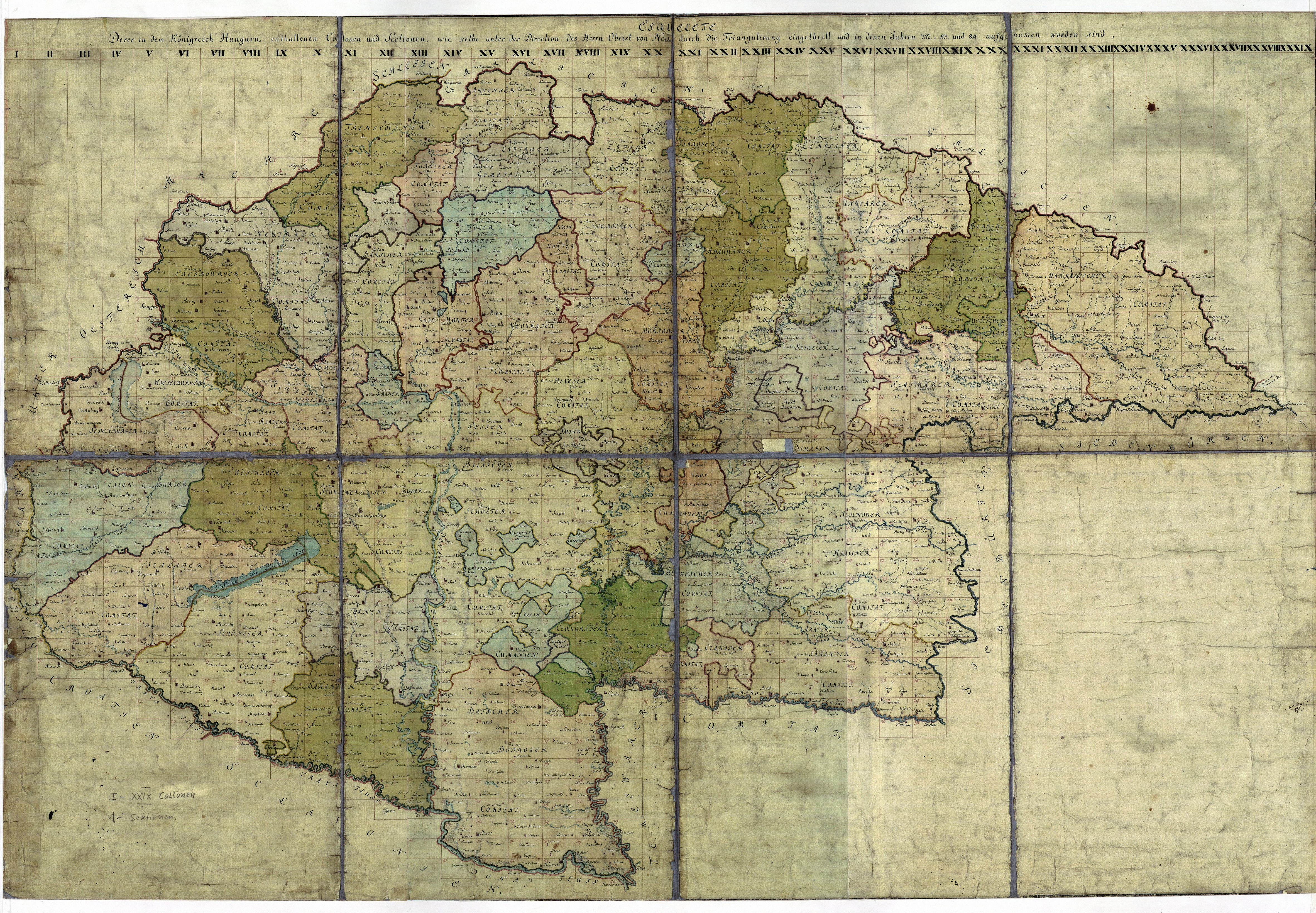
Ábrázolás az első katonai felmérésen

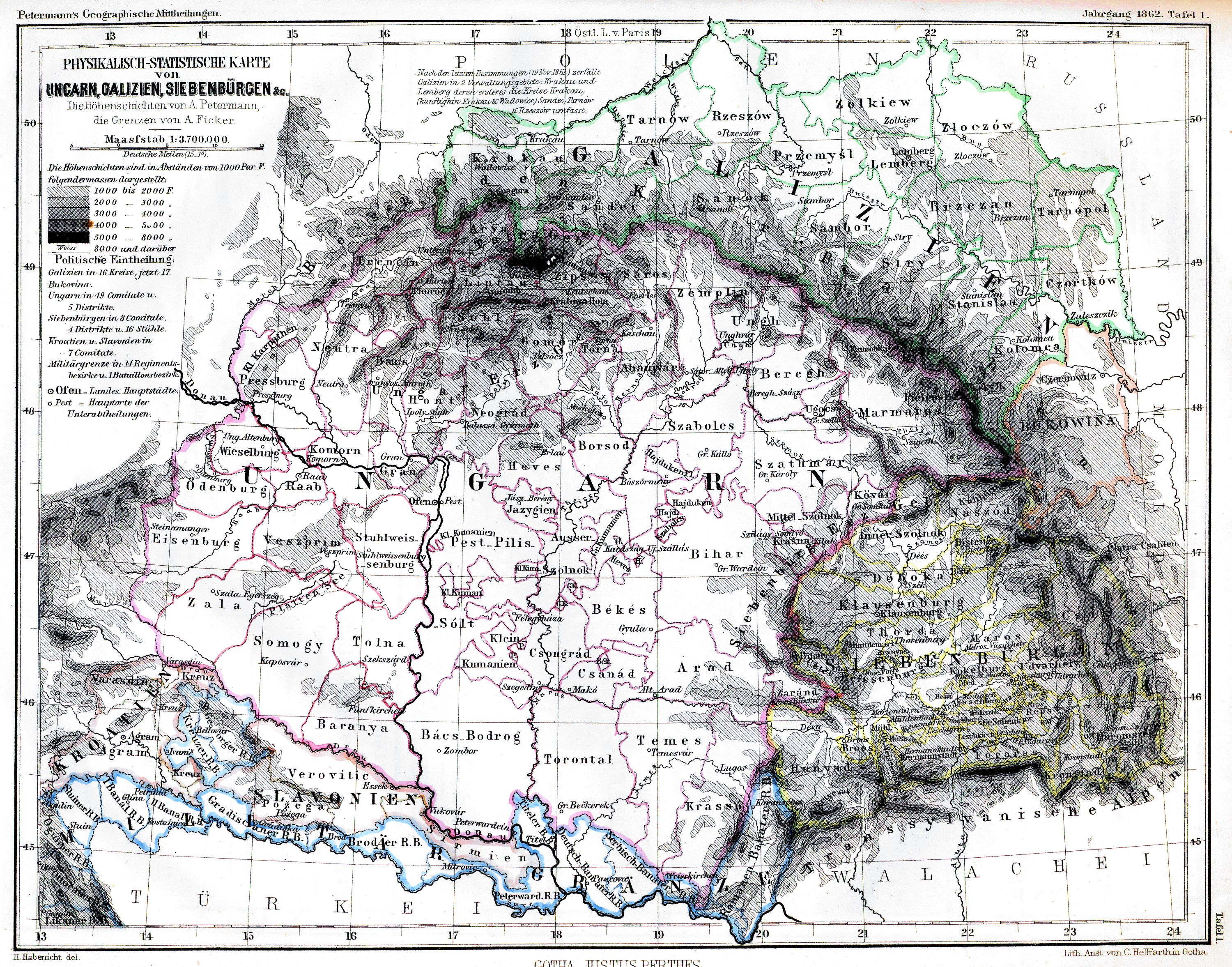
Közigazgatási egységek egy 1862-es térképen

A Hajdú kerület (Hajdúkerület, Hajdú városok kerülete) Magyarország egyik kiváltságos kerülete volt a 17-19. században. A Tiszántúl középső részén, a Hajdúság nevű földrajzi táj nagyobb részén terült el. Székhelye Hajdúböszörmény volt.
A 18. század végétől Szabolcs vármegyétől különválva önálló törvényhatóságot alkototott, melynek a vármegyékkel azonos képviselete volt a rendi Országgyűlésben. Önállósága az 1876-os megyerendezés során szűnt meg, amikor beolvadt a helyébe lépő Hajdú vármegyébe.

## Története

### Szabolcs vármegyén belül
A kerület 1609-ben alakult a hat Szabolcs vármegyei úgynevezett öreg hajdúvárosból. Ezek Böszörmény, Dorog, Hadház, Nánás, Szoboszló és Vámospércs voltak, továbbá csatlakozott hozzájuk hetedikként Polgár is. Utóbbit az 1715. évi XCV. törvénycikk megfosztotta kiváltságos helyzetétől és újra földesurának rendelte alá.
A 17. század folyamán a kerület az azt alkotó városok laza szövetségeként működött, célja elsősorban a megszerzett vagy vindikált kiváltságok közös erővel való megőrzése volt. Állandó székhelye is csak 1699-től volt Hajdúböszörményben, ahol azután mindvégig maradt is.

### Önálló törvényhatóságként
Egészen a 18. század végéig a Hajdú kerület Szabolcs vármegye része volt, csupán azon belül rendelkezett bizonyos kiváltságokkal. Önálló törvényhatósággá, tehát Szabolcs vármegyétől különálló közigazgatási egységgé az 1790/91. évi XXV. és XXIX. törvénycikkek alapján vált, az utóbbi alapján a vármegyékkel azonos képviseletet is kapott az Országgyűlésben.
A Hajdú kerület sajátos autonóm közigazgatását az 1870. évi XLII. törvénycikk szüntette meg, amely egységesítette a vármegyék és az egyéb törvényhatóságok szervezetét.
A kerület megszűnésére az 1876-os megyerendezés során került sor, amikor egyes Szabolcs és Bihar vármegyei községekkel kiegészülve átalakult Hajdú vármegyévé, melynek székhelye Debrecen lett.

## A hajdúszabadság
A Hajdú kerület teljes jogú lakói a Bocskai István erdélyi fejedelem által 1605-ben Nagykálló, Hajdúnánás, Hajdúdorog, Varjas, Hajdúhadház, Vámospércs, Sima és Hajdúvid hajdúvárosokban letelepített és nemesi rangra emelt 9254 hajdú leszármazottai voltak. Hajdúszoboszlóba 1606-ban telepített egy újabb hajdúcsapatot. Később Nagykállót Báthory Gábor fejedelem elcserélte Hajdúböszörménnyel és Próddal, a települések egy része pedig a 17. század háborúi alatt megsemmisült és csak részben települt újra.
A hajdúk számára adott kiváltságok kollektív nemességet jelentettek és csupán a birtokukba adott városok területén voltak érvényesek. Mentességet kaptak mindenfajta földesúri és egyházi teher alól, továbbá az adók, vámok és a harmincad alól. Ez utóbbiakért cserébe évente két hónapig ingyen, azon túl zsoldért katonai szolgálatra voltak kötelesek, de csak az ország határain belül.
A hajdúk szabadságjogait a Habsburg uralkodók is elismerték és az Országgyűlésen be is cikkelyezték, ennek köszönhetően a kerület különállása – bár autonómiáját kisebb-nagyobb mértékben sokszor megnyirbálták – végső soron az 1876-os megyerendezésig fennmaradt.

## Közigazgatás és bíráskodás
Közigazgatásilag a kerület a hat városra oszlott, melyek kezdetben mezővárosok voltak, de az 1870-es évekre kivétel nélkül rendezett tanácsú városokká alakultak. Járások, kis- és nagyközségek nem voltak a területén. Székhelye Hajdúböszörmény volt.
A hat (eleinte Polgárral együtt hét) város eredetileg széleskörű önállósággal bírt, egyenként gyakorolták a hajdúvárosi jogokat, a bíráskodás jogát és a pallosjogot is. Mindegyikük élén (hajdú)kapitány állt (más városok polgármestere vagy a mezővárosok és falvak bírója helyett), akik közül csak a szokásjog alapján emelkedett ki a legnagyobb városé, Böszörményé. Mellettük eleinte a király által kinevezett főkapitány működött, akinek azonban tényleges befolyása alig volt a kerület életére.
1699-től viszont a városok küldötteiből álló közgyűlés szabadon választotta a Hajdú kerület főkapitányát, aki mindenben képviselte a kerületet. A főkapitány elnöklete alatt működő közgyűlés hozott döntéseget a közösség nevében, közvetítette az állami közigazgatást és választotta az országgyűlési követeket. A közgyűlés döntéseit a városok élén álló kapitányok hajtották végre, akiket néha hadnagyoknak is hívtak.
A városok mindegyikében külön bíróság működött, ahonnan a fellebbvitel közvetlenül a debreceni kerületi törvényszékhez történt, vagyis a Hajdú kerületnek nem volt közös bírósági fóruma, de a szomszédos vármegyék törvényszékeitől is független volt.

## Terület és népesség
Területe a 19. század közepén Fényes Elek szerint valamivel több mint 1000 km² volt, megszűnése előtt, az 1870-es években viszont a Statisztikai Hivatal adatai szerint 966 km². A 21. század elején a hat város területe (hozzávéve az 1993-ban Hajdúhadháztól különvált Bocskaikertet is) mintegy 1127 km². Az eltéréseket kisebbrészt okozhatja a felmérések pontosságának javulása, nagyobbrészt azonban a 19. században még önálló puszták figyelembevétele illetve kihagyása miatt jelentkezhetnek.
A kerület népességét Fényes Elek 1847-es munkája 66 521 főre teszi, a Statisztikai Hivatal az 1869-es népszámláláskor 62 914 főt talált itt. A 21. század eleji népesség kevéssel meghaladja a 100 ezer főt.

## Települései
A Hajdú kerületet alkotó hat város az alábbi volt:
- Hajdúböszörmény
- Hajdúdorog
- Hajdúhadház
- Hajdúnánás
- Hajdúszoboszló
- Vámospércs

Hajdúvid egyike volt a Bocskai által telepített és szabadalmazott hajdúvárosoknak, azonban a 17. század háborúiban elnéptelenedett. Ma Hajdúböszörményhez tartozik, de 1952 és 1978 között önálló község volt. Községgé alakulása előtt pusztaként Hajdúböszörmény, Hajdúdorog, Hajdúhadház és Hajdúnánás között volt felosztva, még korábban, a Hajdú kerület fennállása alatt pedig annak része volt önálló pusztaként, az említett négy hajdúváros használatában.